# فولتن (مینیاپولیس)
فولتن (به انگلیسی: Fulton) یک منطقهٔ مسکونی در ایالات متحده آمریکا است که در مینیاپولیس واقع شده‌است. فولتن ۵٬۸۶۰ نفر جمعیت دارد.